# مالوتازه‌یوو
مالوتازه‌یوو (انگلیسی: Malotazeyevo) یک شهرک در شهرستان ایلیشفسکی استان باشقیرستان کشور روسیه است.